# High Bridge (Lincoln)

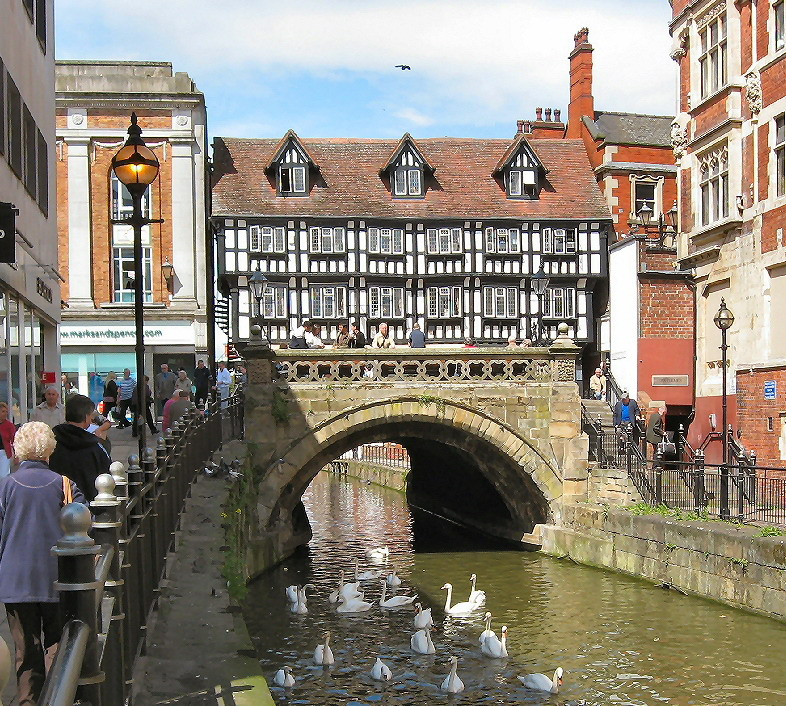
High Bridge, Lincoln.

El High Bridge (en español puente alto) en Lincoln, Inglaterra, es el más antiguo del Reino Unido, que tiene edificios sobre el propio puente. Se construyó alrededor del año 1160 y en 1235 se le añadió una capilla dedicada a Thomas Becket, que fue derribada en 1762, mientras que la conjunto de tiendas datan de 1550. Los puentes de este estilo eran frecuentes en la Edad Media, siendo el más conocido, el London Bridge, pero la mayoría han sido demolidos porque suponían un obstáculo a la navegación.

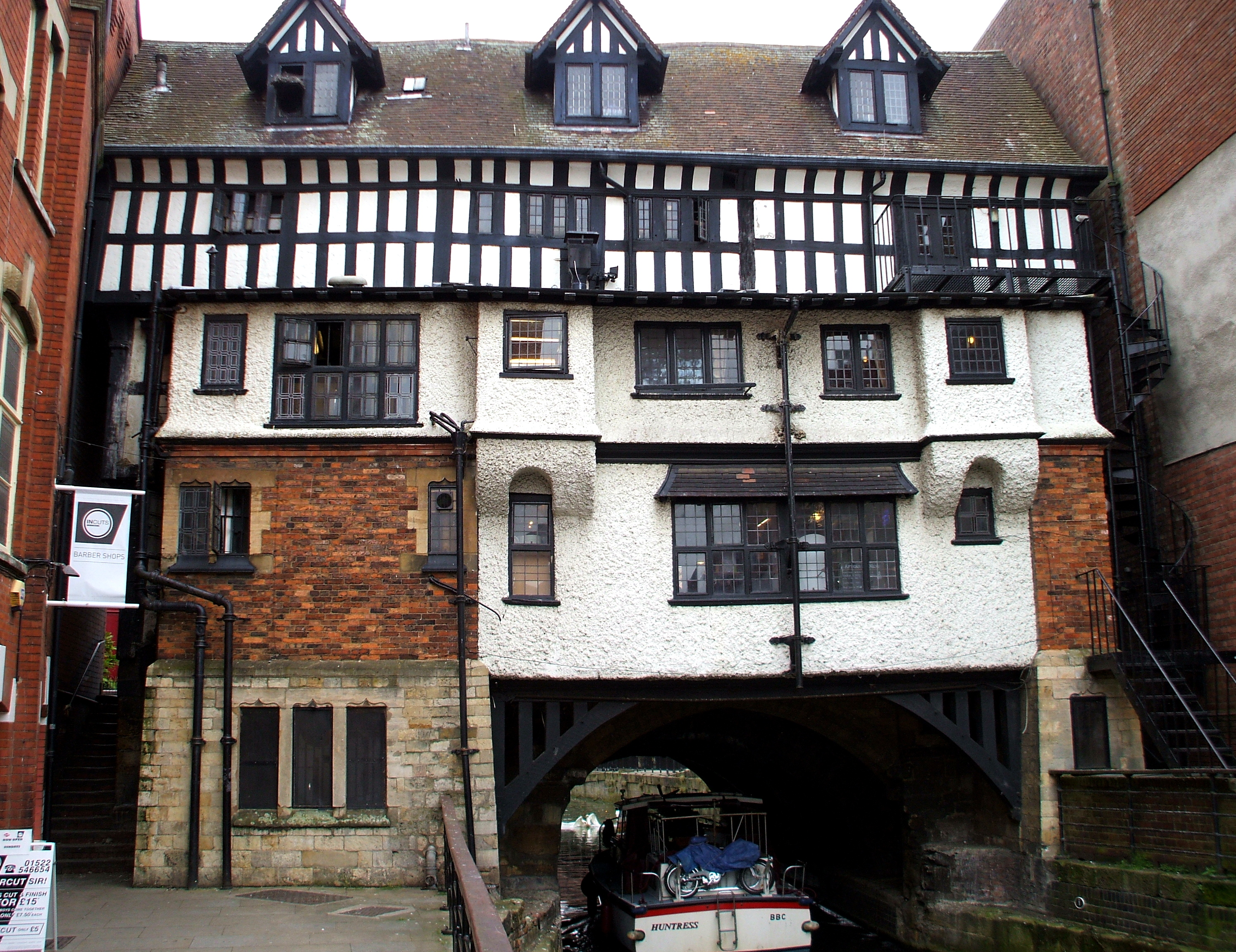
The 'Glory Hole'

El  Glory Hole  es el nombre dado por generaciones de navegantes a la High Bridge de Lincoln. Tiene un arco estrecho y tortuoso que supone un límite al tamaño de los barcos utilizados en el río Witham, que navegan desde Brayford Pool, en el inicio de Foss Dyke hasta Boston y el mar.
Desde el siglo XIV, el puente ha contribuido a las inundaciones de la ciudad de Lincoln y después de cualquier lluvia fuerte, el puente es prácticamente no navegable. En el siglo XIX, William Jessop realizó un proyecto para desviar las aguas del río Witham por el sur de la ciudad, que nunca se llegó a aplicar.